# Schizotrypus variegatus
Schizotrypus variegatus är en insektsart som beskrevs av Lucien Chopard 1954. Schizotrypus variegatus ingår i släktet Schizotrypus och familjen syrsor. Inga underarter finns listade i Catalogue of Life.